# Sarkhej
Sarkhej és una ciutat a uns 8 km al sud-est d'Ahmedabad a l'Índia, capital del sultanat de Gujarat. És famosa pels edificis construïts a la zona, principalment sobre un llac artificial, característics de l'arquitectura del sultanat durant el segle XV, incloent la tomba d'un sant, una mesquita, un mausoleu i alguns palaus.